# 크루눈하카

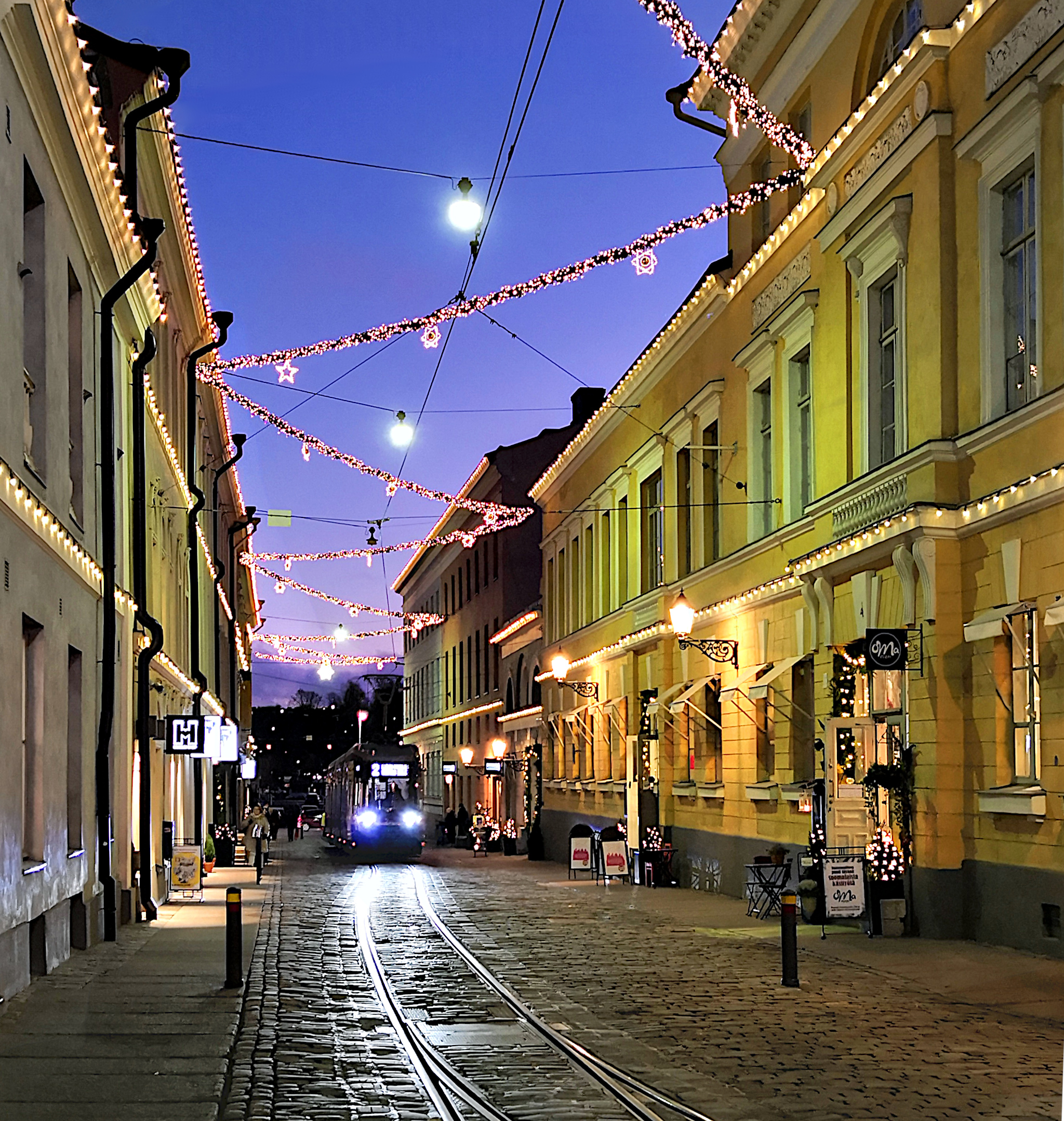

크루눈하카(Kruununhaka)는 핀란드의 수도 헬싱키의 구역이다.
크루눈하카는 헬싱키가 1660년대 중반에 위치한 초기 지역에서 이동하면서 도시 중심부 바로 옆에 위치하게 되었다.

## 저명한 출신
- 하리 홀케리: 정치인
- 망누스 린드베리: 작곡가
- 발테리 보타스: 레이싱 드라이버

## 갤러리

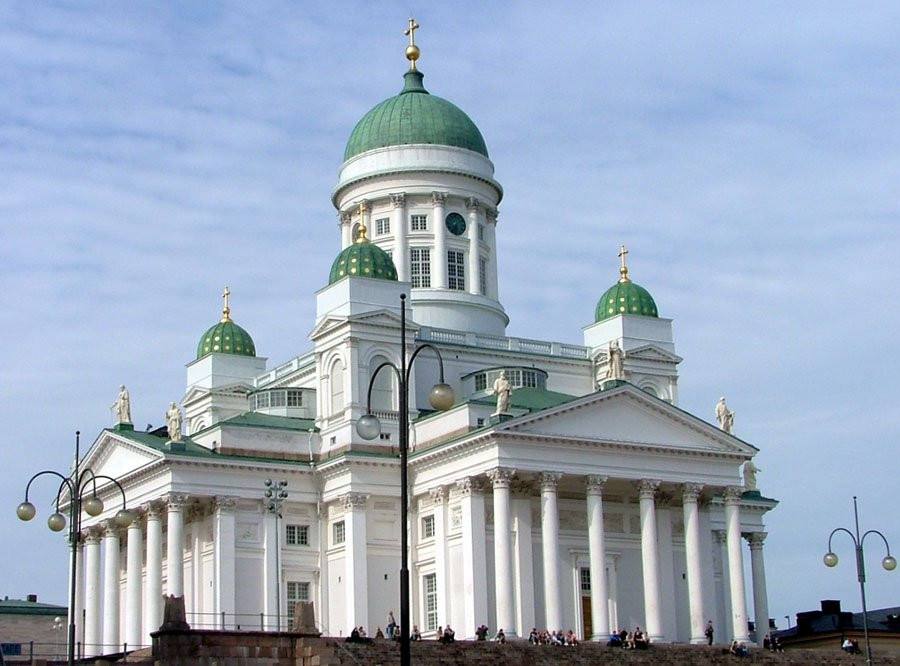
헬싱키 대성당